# Fosse Bonnel
Pour les articles homonymes, voir Bonnel.
La fosse Bonnel de la Compagnie des mines d'Aniche est un ancien charbonnage du Bassin minier du Nord-Pas-de-Calais, situé à Lallaing. Les deux puits sont commencés respectivement en 1913 et 1914, alors que les fosses Bernard et Lemay sont en travaux dans le nord de la concession. La guerre stoppe les travaux, qui ne sont repris qu'à partir de 1921, date à laquelle la fosse est réparée. Le fonçage du puits no 1 se termine le 10 décembre 1921, la fosse commence à produire en 1923, le puits no 2 est mis en service deux ans plus tard. La fosse Barrois est mise en service en 1931, à un peu plus de deux kilomètres à l'est de la fosse.
La Compagnie des mines d'Aniche est nationalisée en 1946, et intègre le Groupe de Douai. Le puits no 1 est approfondi pour la concentration sur la fosse Barrois, qui est effective en 1964. Bonnel assure alors le service jusqu'en 1974 et l'aérage jusqu'au 30 juin 1984, date à laquelle la concentration Barrois ferme. Les puits sont remblayés en 1985, et les installations détruites l'année suivante.
Au début du XXIe siècle, Charbonnages de France matérialise les têtes des puits Bonnel nos 1 et 2. Il subsiste quatre bâtiments de la fosse, ainsi que les cités minières, qu'elles aient été construites avant ou après la Nationalisation.

## La fosse
Alors que la Compagnie des mines d'Aniche a commencé à partir de la décennie précédente à exploiter la partie nord de sa concession en ouvrant les fosses Déjardin et De Sessevalle, elle ouvre dans les années 1910 de nouvelles fosses dans le nord de sa concession : Bernard, Lemay et Bonnel. Celles-ci ne commenceront réellement à produire qu'après la Première Guerre mondiale.

### Fonçage
Une nouvelle fosse est entreprise au sud de Lallaing, à 2 280 mètres à l'est-sud-est de la fosse Déjardin, et à 4 590 mètres à l'ouest-nord-ouest de la fosse Lemay.
Le fonçage du puits Bonnel no 1 commence en 1913, au diamètre de 5,10 mètres. Le cuvelage est en fonte de 90 centimètres à 89,20 mètres. Le terrain houiller est atteint à 148,50 mètres. le puits Bonnel no 2 est commencé en 1914, 55 mètres à l'ouest du puits no 1, au diamètre de quatre mètres, ce schéma est commun à la fosse Lemay, et dans une moindre mesure De Sessevalle,. Le cuvelage est en fonte de 90 centimètres à 89,32 mètres. Le terrain houiller a été atteint à 147,50 mètres. À cause de la Première Guerre mondiale, le fonçage du puits no 1 est stoppé le 4 juillet 1914, à la profondeur de 189 mètres. Le fonçage du second puits est lui aussi suspendu.
La fosse est réparée après la guerre. Les travaux du puits no 1 sont repris le 15 juillet 1921, et sont terminés le 10 décembre à la profondeur de 300 mètres. Le puits no 2 est également repris la même année.

### Exploitation
La Compagnie des mines d'Aniche rachète celle de Flines le 13 janvier 1922. L'extraction commence en 1923. Le puits no 2 est mis en service en 1925.
La fosse Barrois, débutée quatre ans plus tôt, commence à produire en 1931, elle est située à 2 245 mètres à l'est-sud-est de la fosse Bonnel.
La Compagnie des mines d'Aniche est nationalisée en 1946, et intègre le Groupe de Douai. Le dernier accrochage est alors à 290 mètres, mais la fosse est approfondie en vue de la concentration sur Barrois, celle-ci est effective en 1964. À partir de cette date, comme la fosse Lemay dès 1965, la fosse Bonnel assure l'aérage et le service de la concentration, alors que l'extraction remonte par la fosse Barrois. Le service cesse en 1974, deux ans après la fosse Lemay. L'aérage cesse le 30 juin 1984, lorsque la concentration Barrois ferme.
Les puits Bonnel nos 1 et 2, respectivement profonds de 500 et 305 mètres, sont remblayés en 1985. Huit accrochages sont établis dans le premier puits à 160, 199, 225, 290, 303, 358, 413 et 495 mètres, le puits no 2 compte en revanche quatre étages de recette, établis à 160, 198, 225 et 290 mètres. Le chevalement du puits Bonnel no 1 est dynamité le 2 avril 1986, celui du puits no 2 le 15 avril.

### Reconversion
Au début du XXIe siècle, Charbonnages de France matérialise les têtes des puits Bonnel nos 1 et 2. Le BRGM y effectue des inspections chaque année.

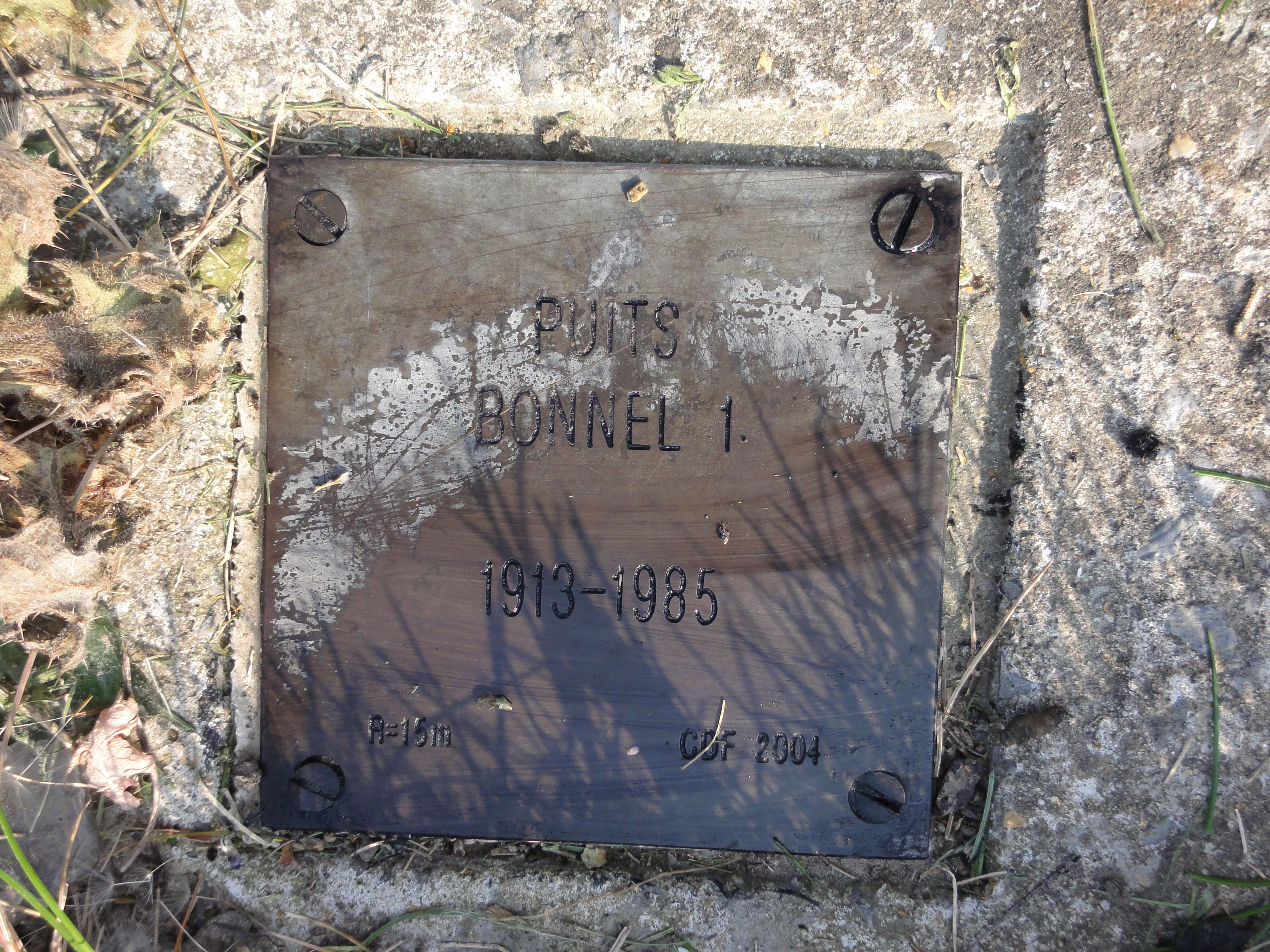
Puits Bonnel no 1, 1913 - 1985.
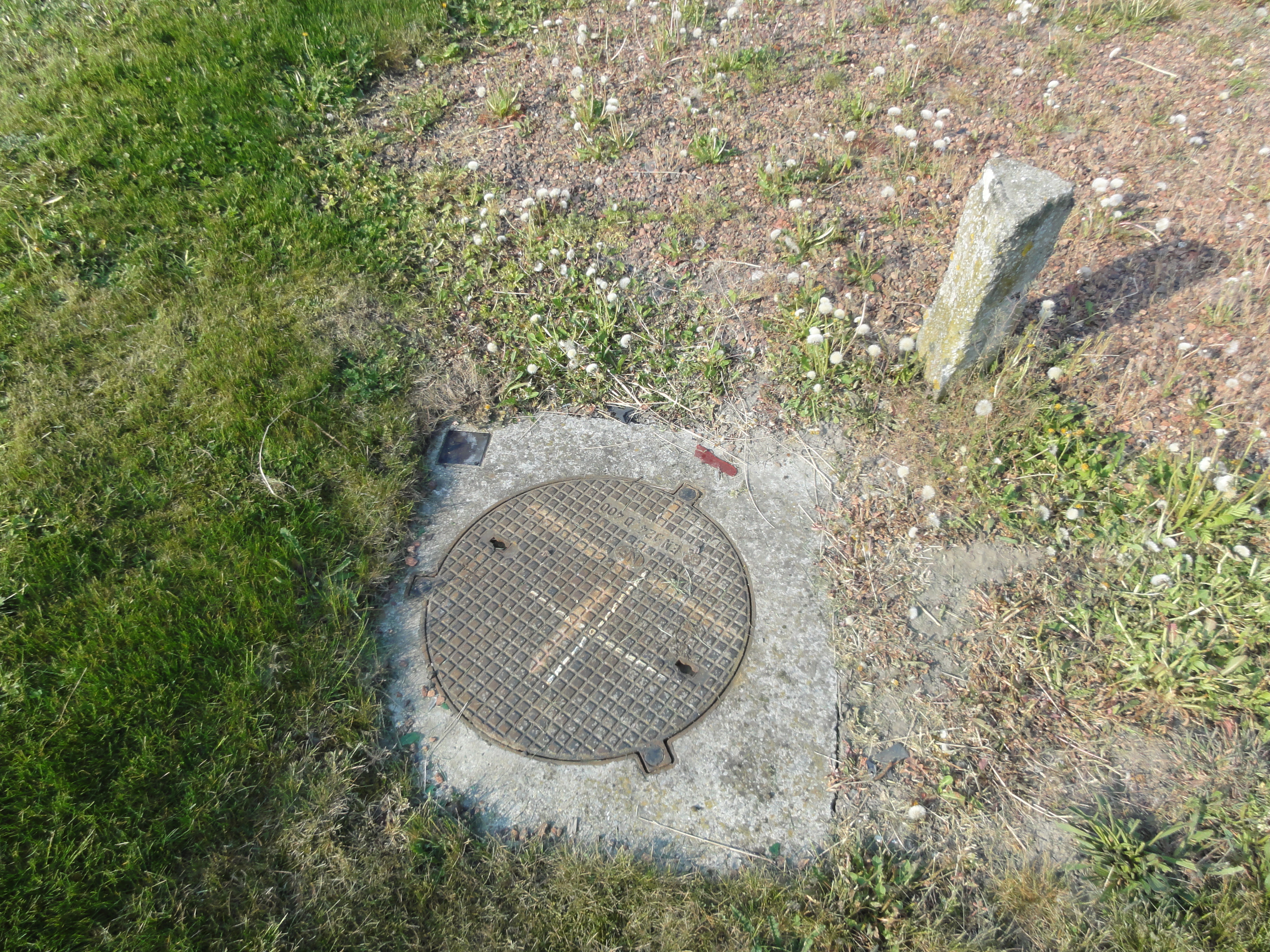
La tête de puits matérialisée Bonnel no 1.
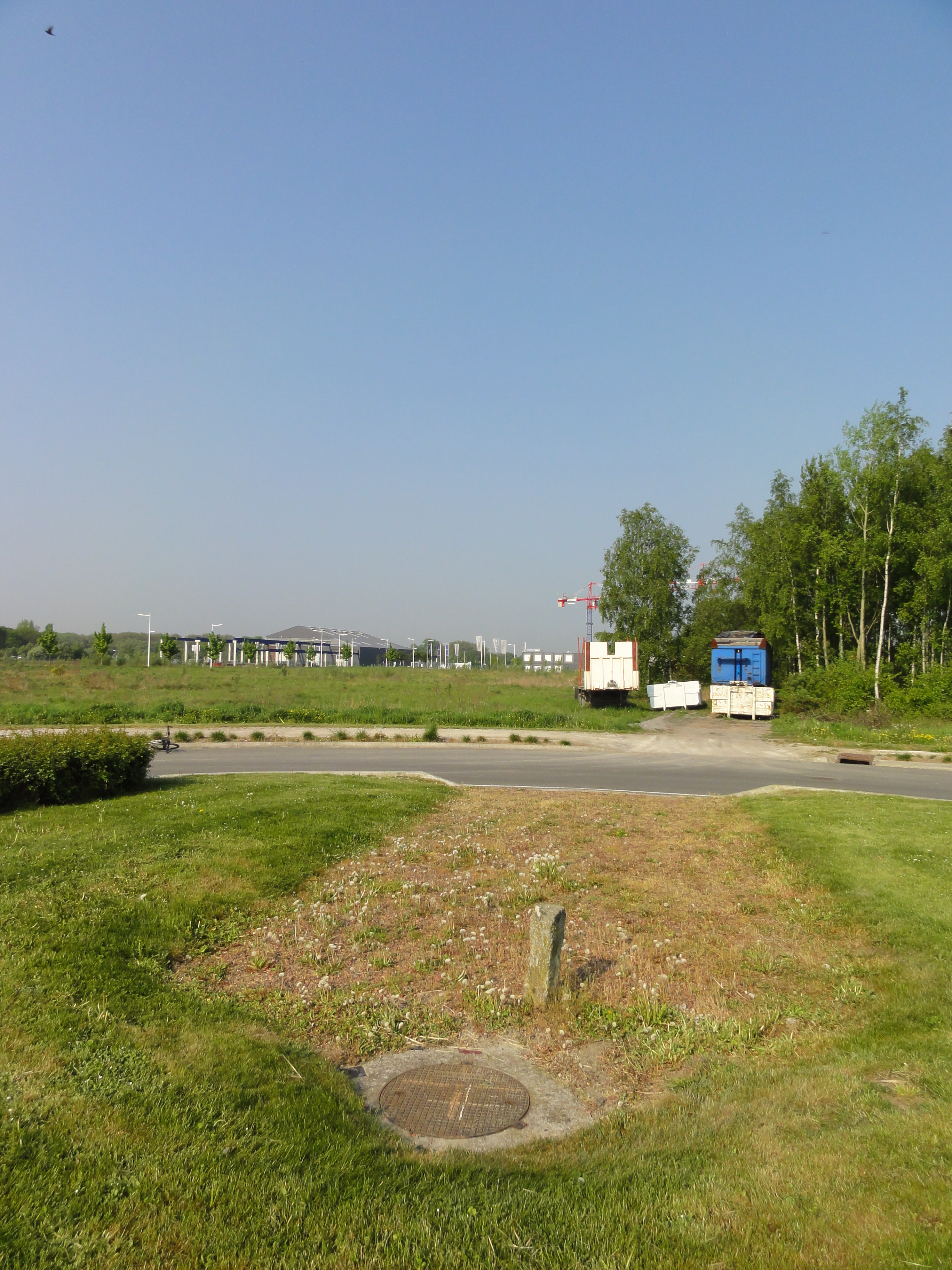
Le puits dans son environnement.
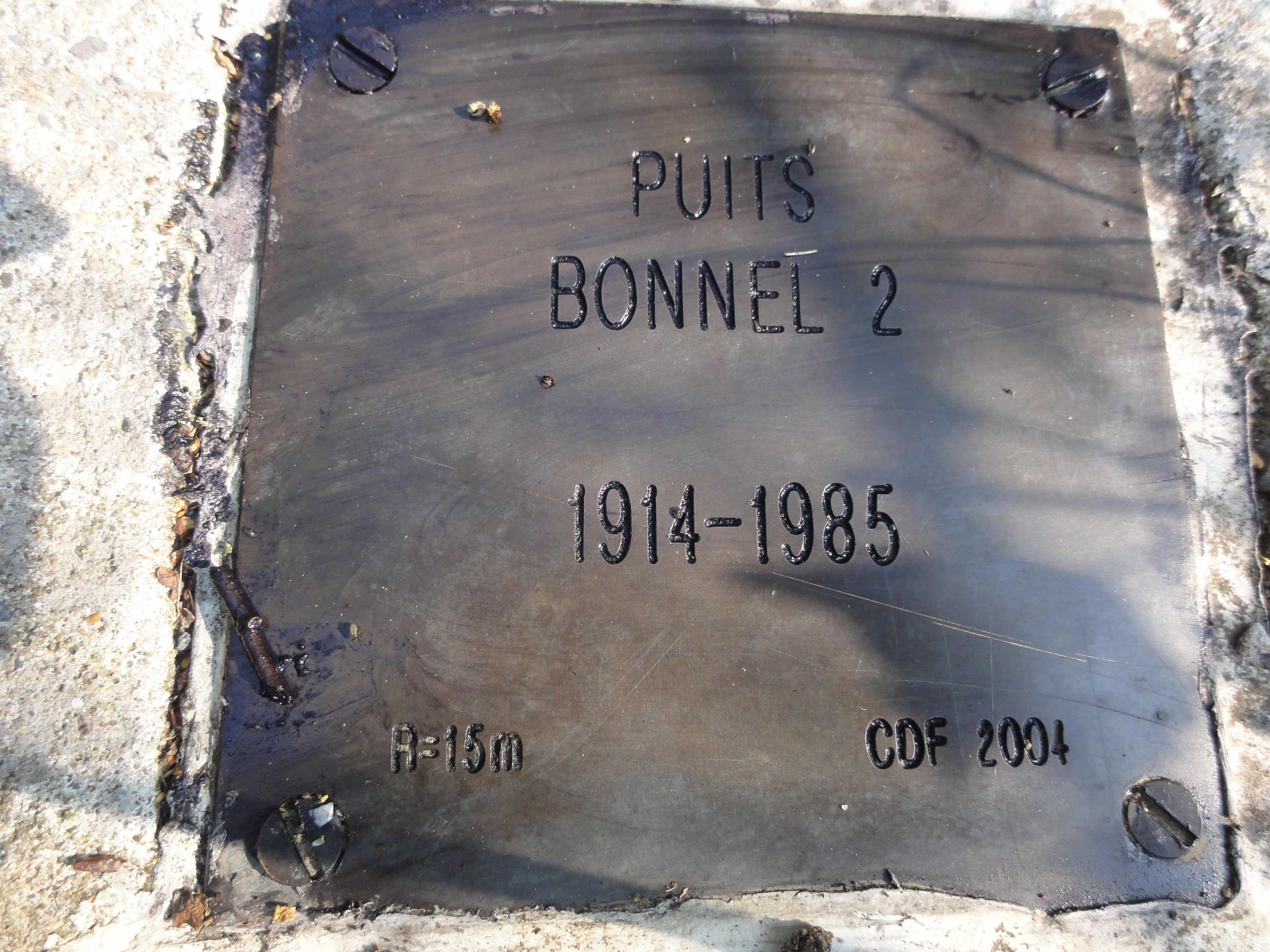
Puits Bonnel no 2, 1914 - 1985.
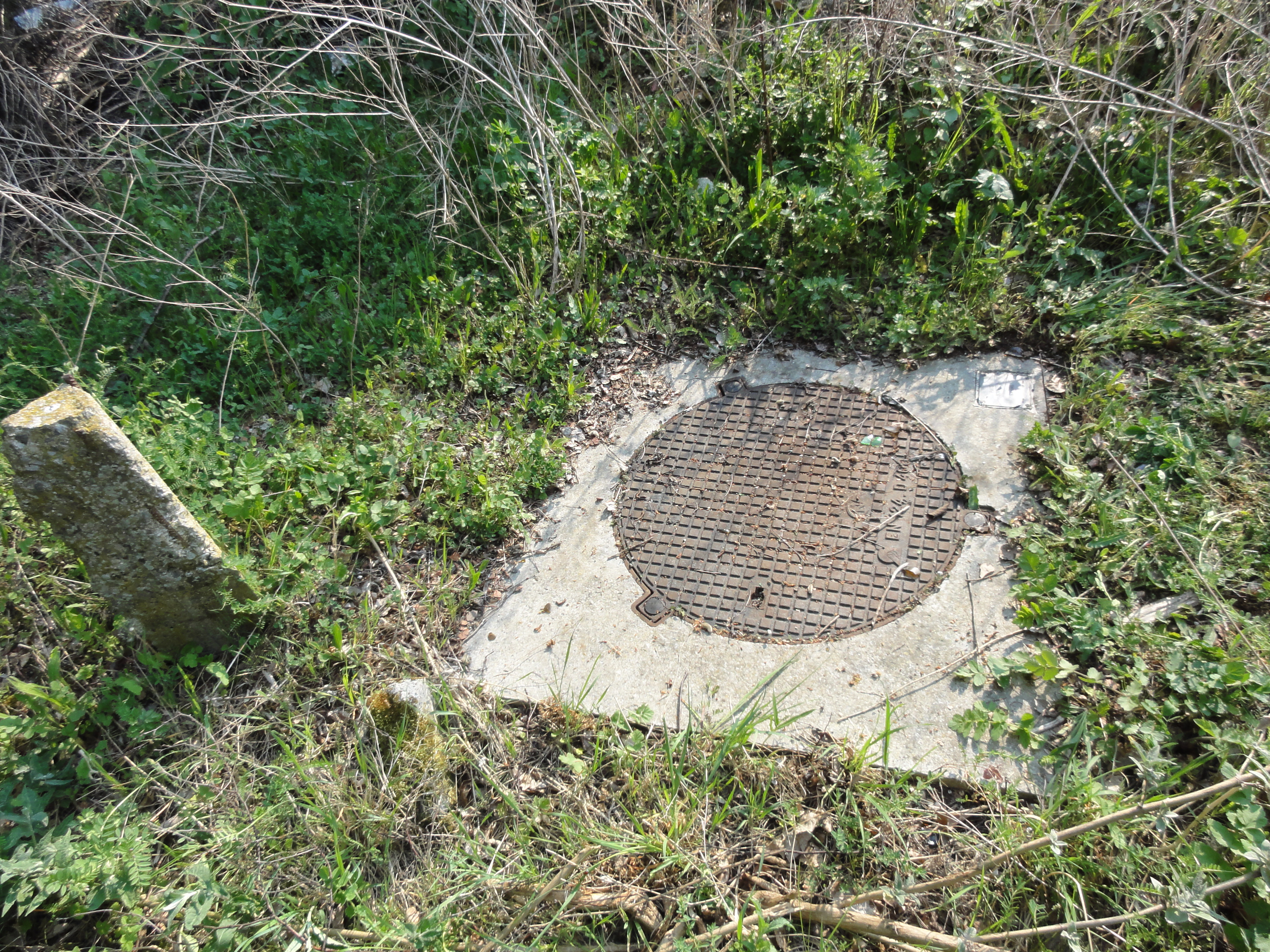
La tête de puits matérialisée Bonnel no 2.
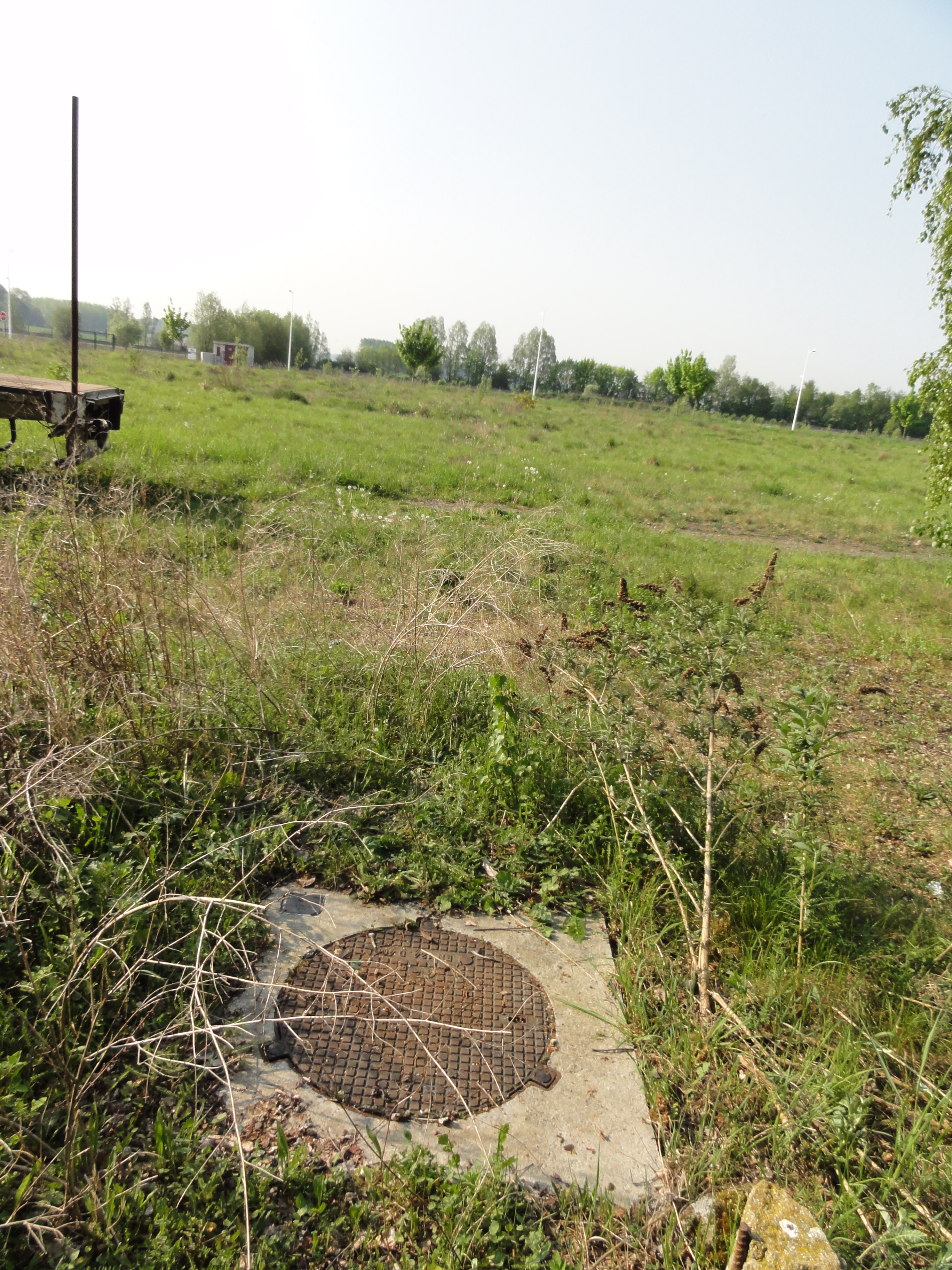
Le puits dans son environnement.

Il subsiste de la fosse le logement du garde, les bureaux, l'atelier-magasin-chaufferie et les bains-douches.

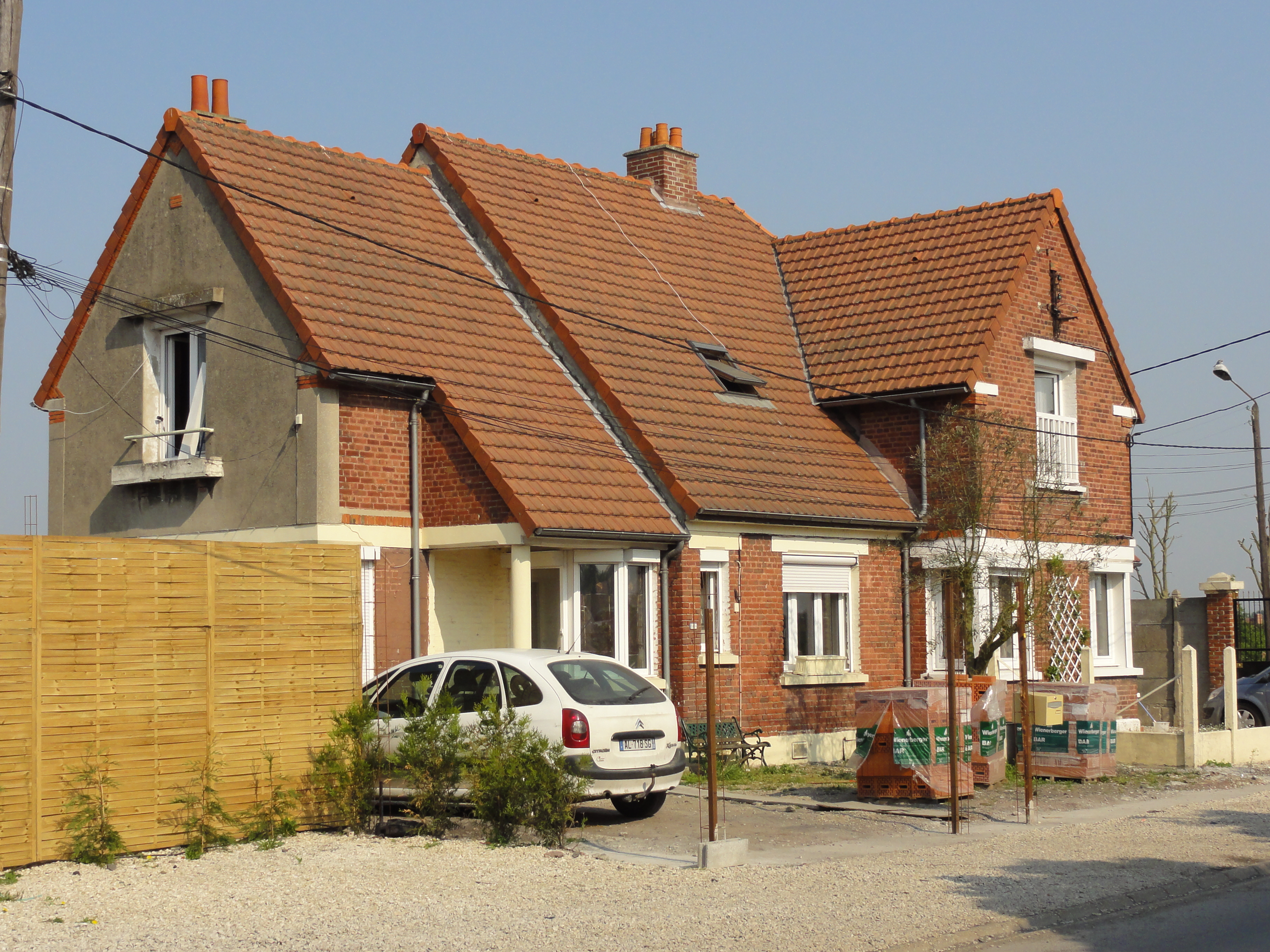
Le logement du concierge.
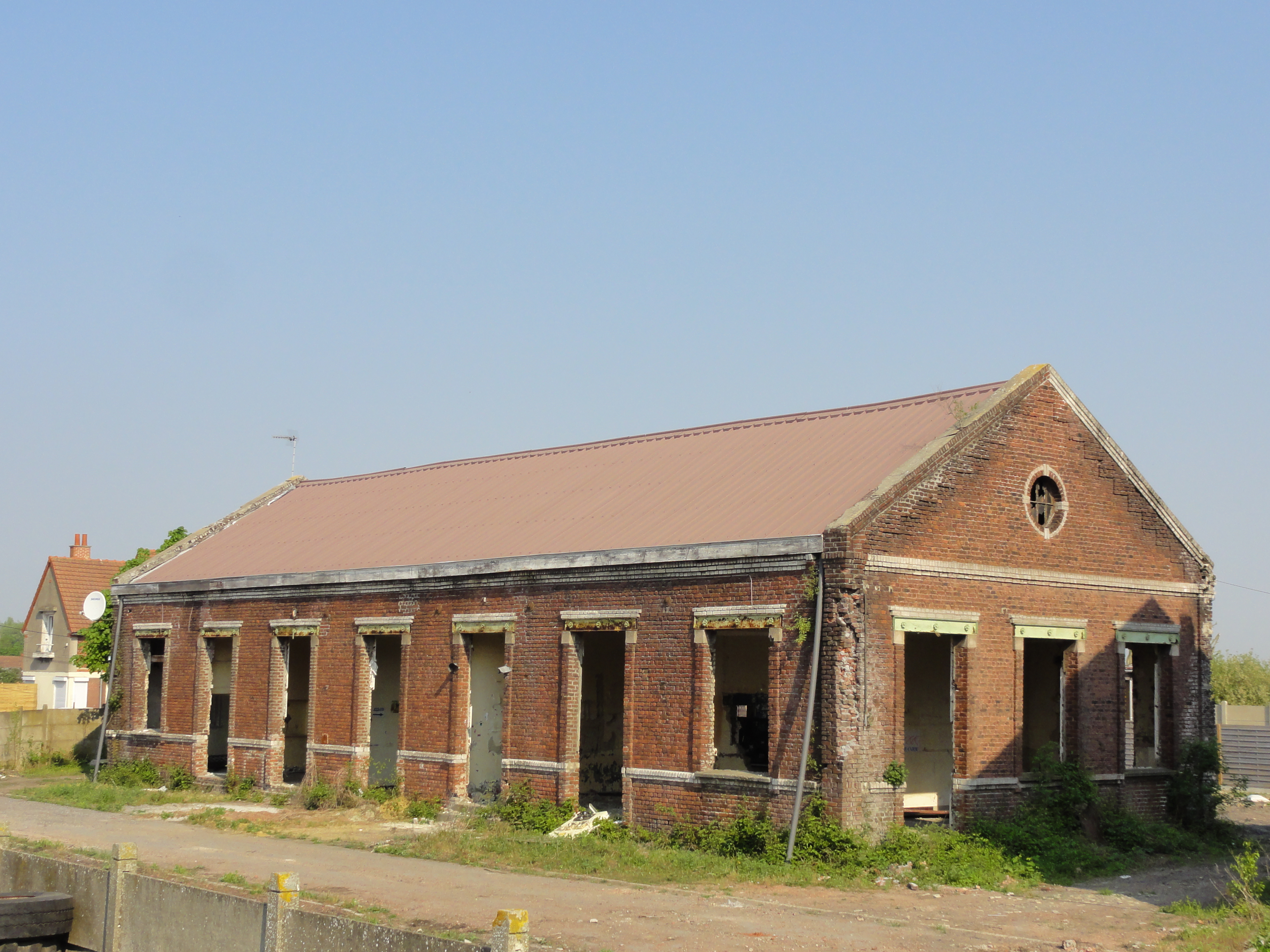
Les bureaux.
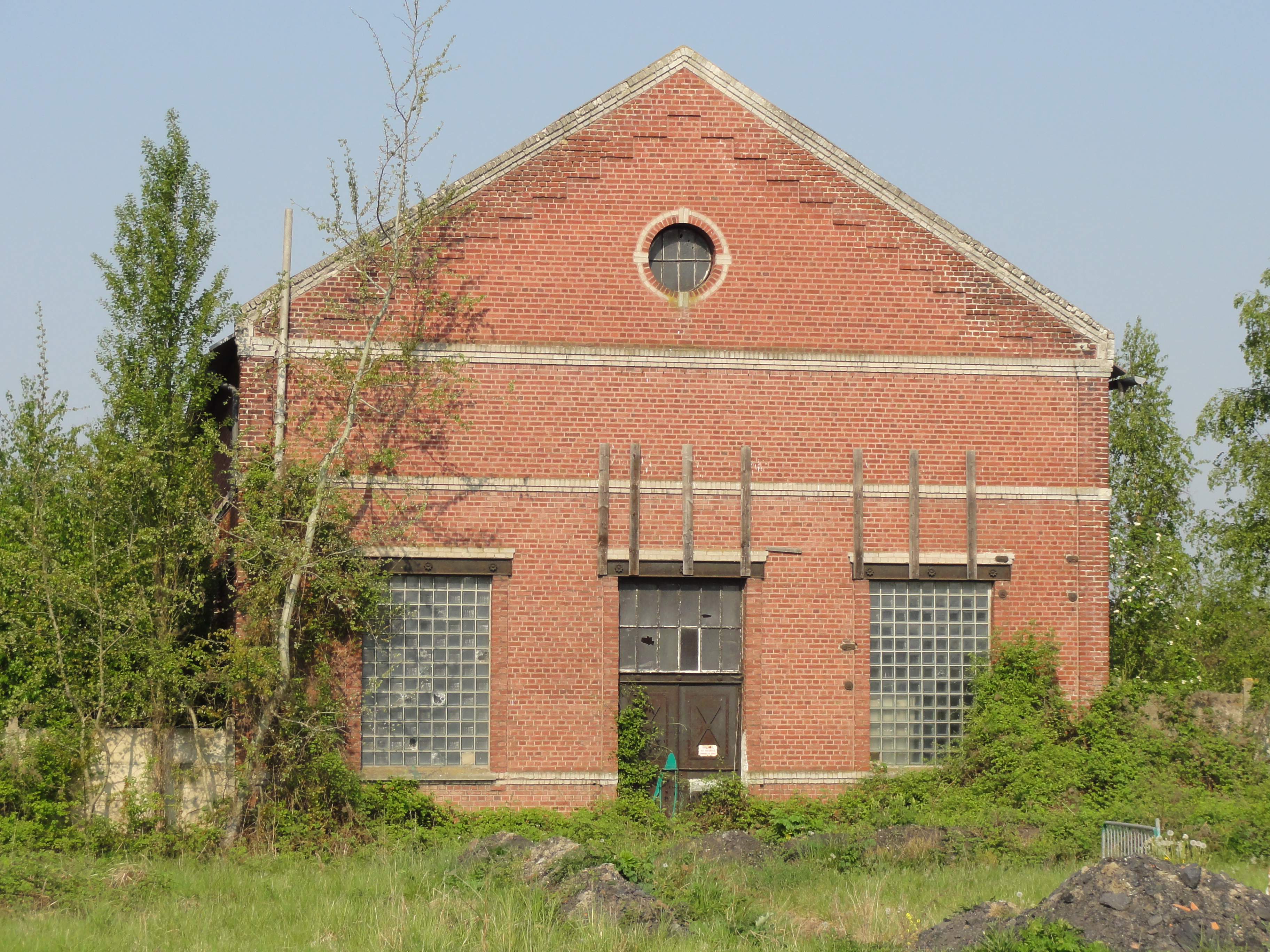
L'atelier-magasin-chaufferie.
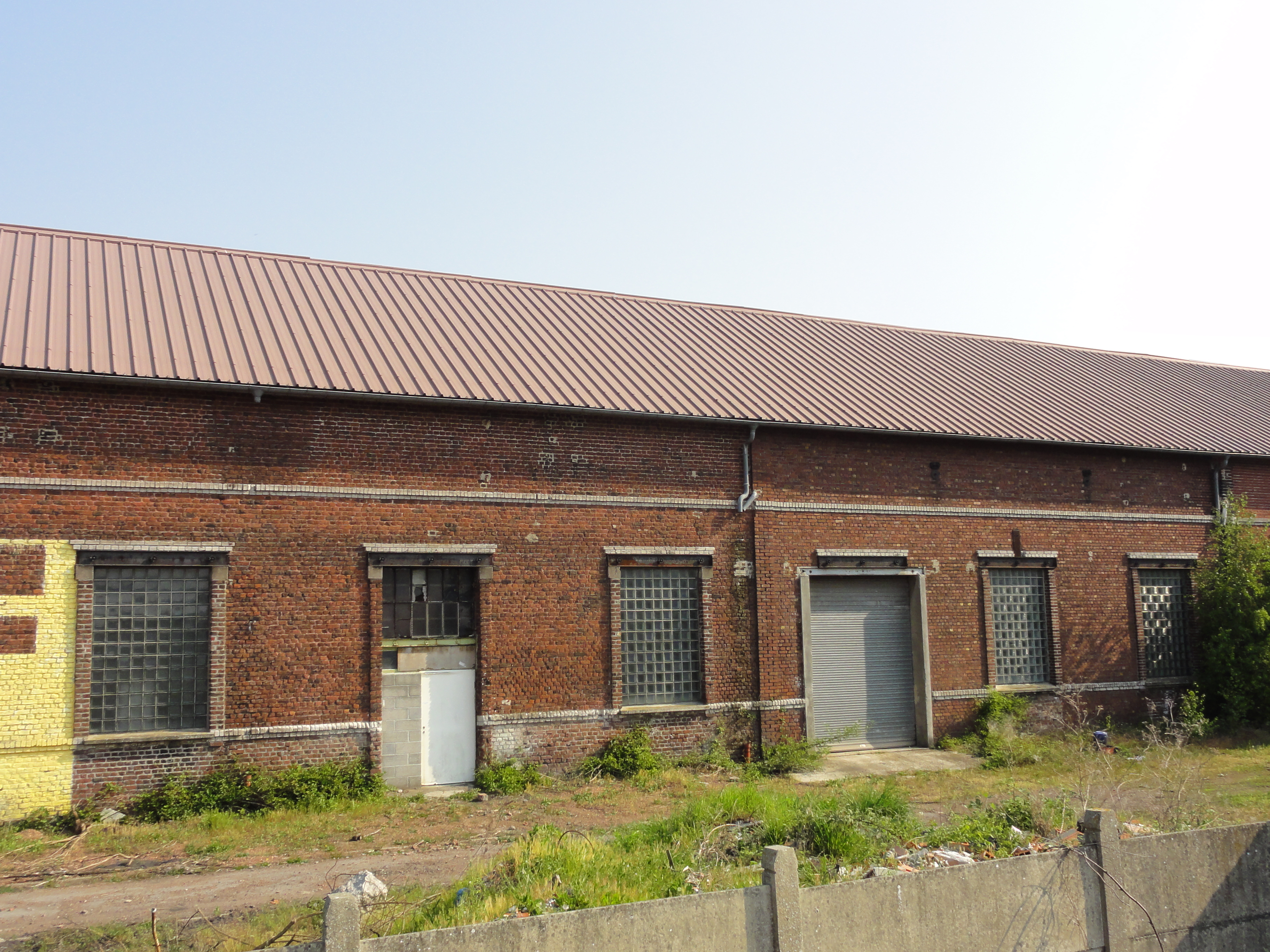
L'atelier-magasin-chaufferie.
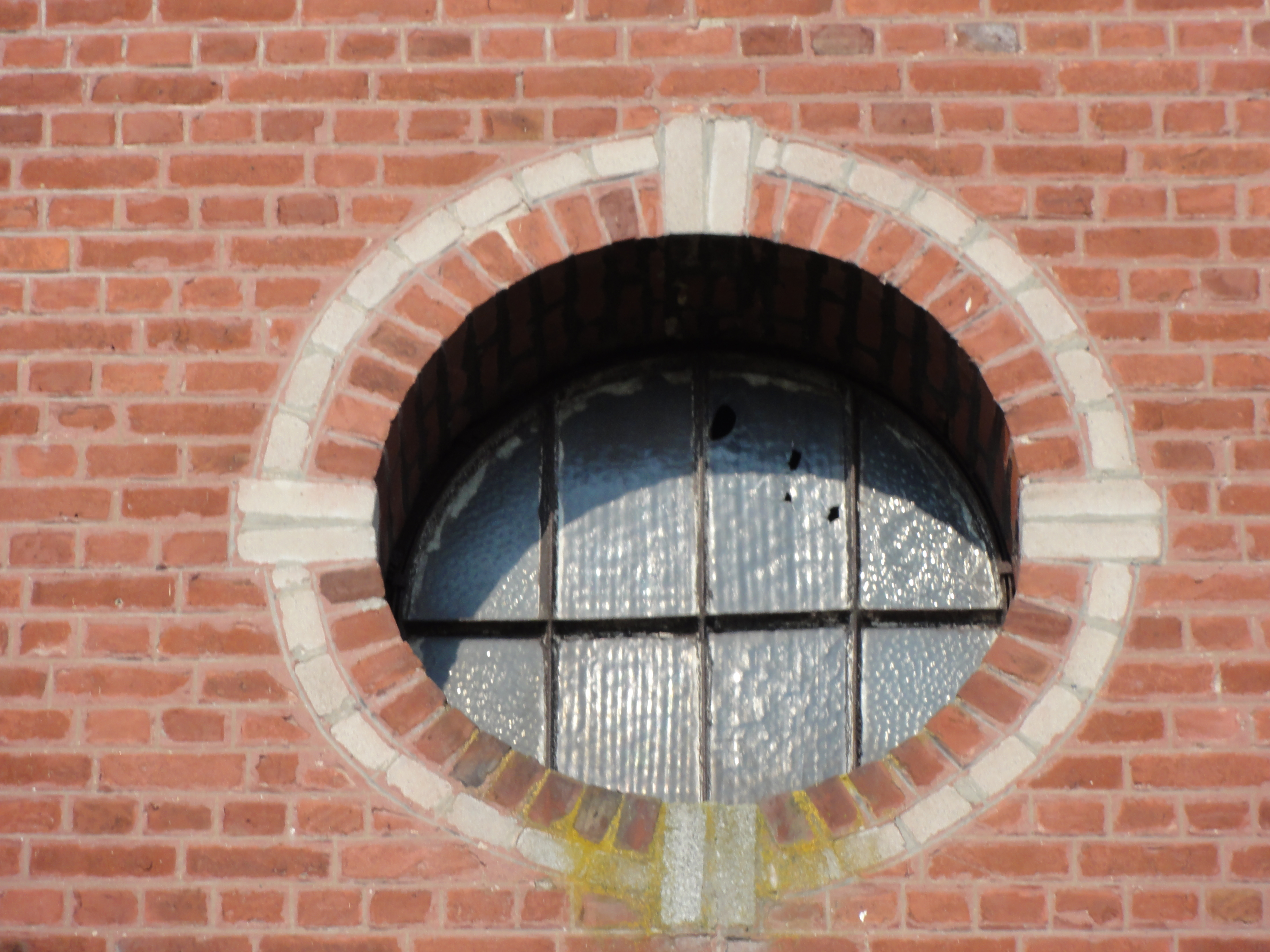
Détail d'un œil-de-bœuf.
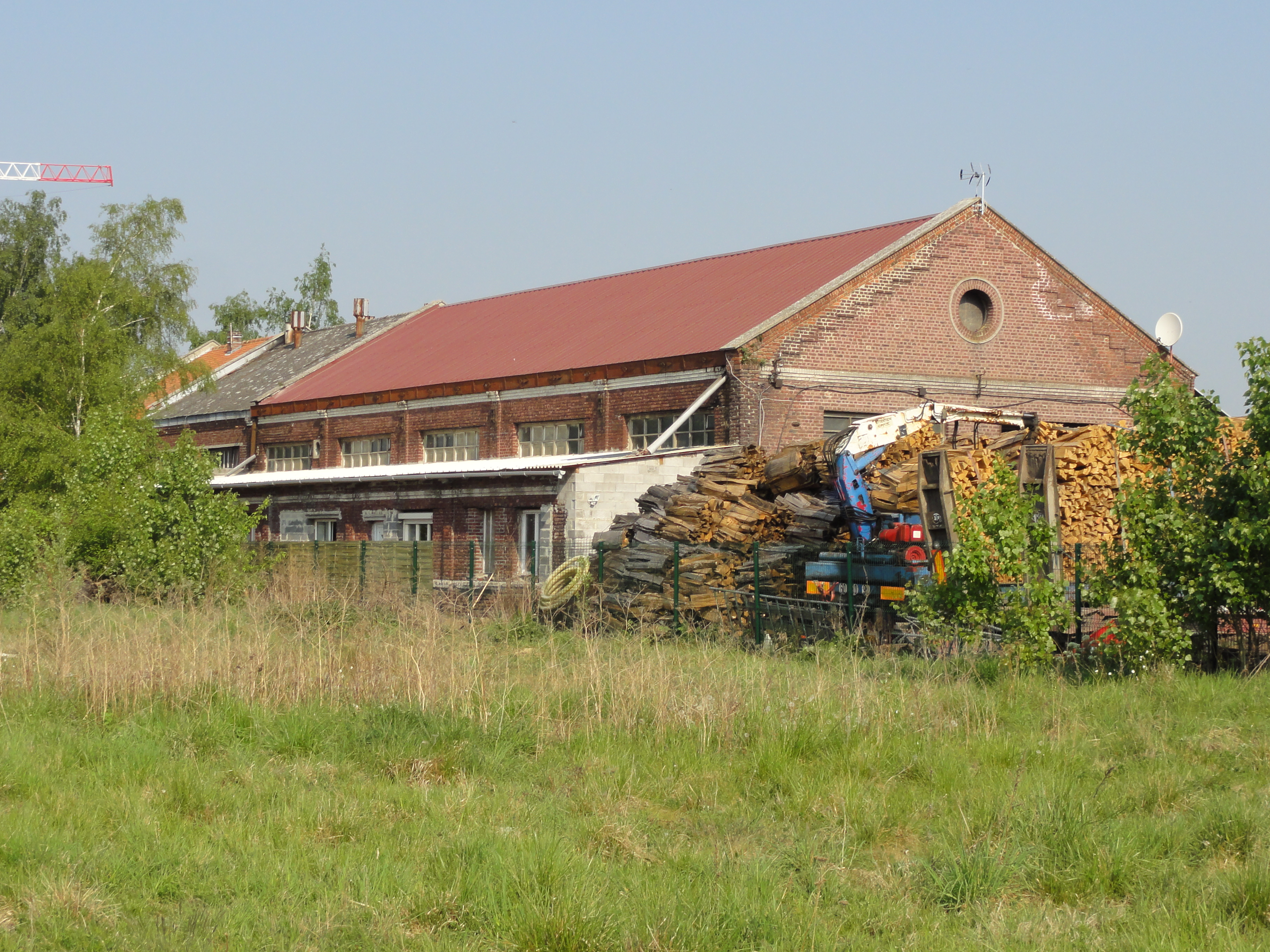
Les bains-douches.

## Les terrils
La fosse Bonnel, à l'instar des fosses Déjardin ou Lemay, ne possède pas son propre terril. La création de la fosse Barrois à la fin des années 1920 a entraîné la construction d'un embranchement ferroviaire à partir de la fosse Bonnel, établi sur le terril cavalier no 250, dit Cavalier de Bonnel à Barrois. Lorsque la fosse Bonnel a été concentrée sur la fosse Barrois, ses déchets étaient envoyés sur les terrils nos 143 et 143A, Germinies Sud et Germinies Nord.

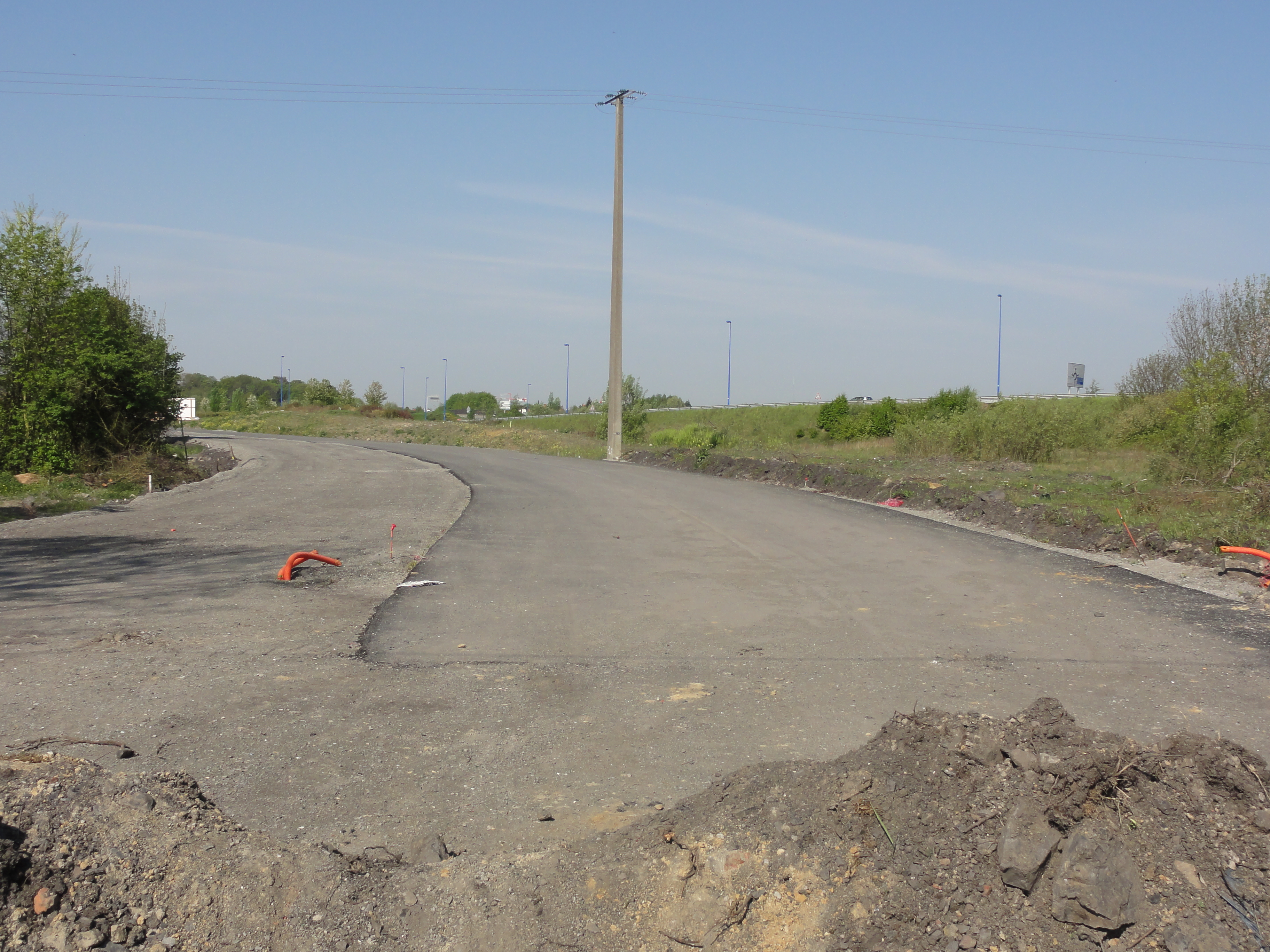
Le terril no 250.
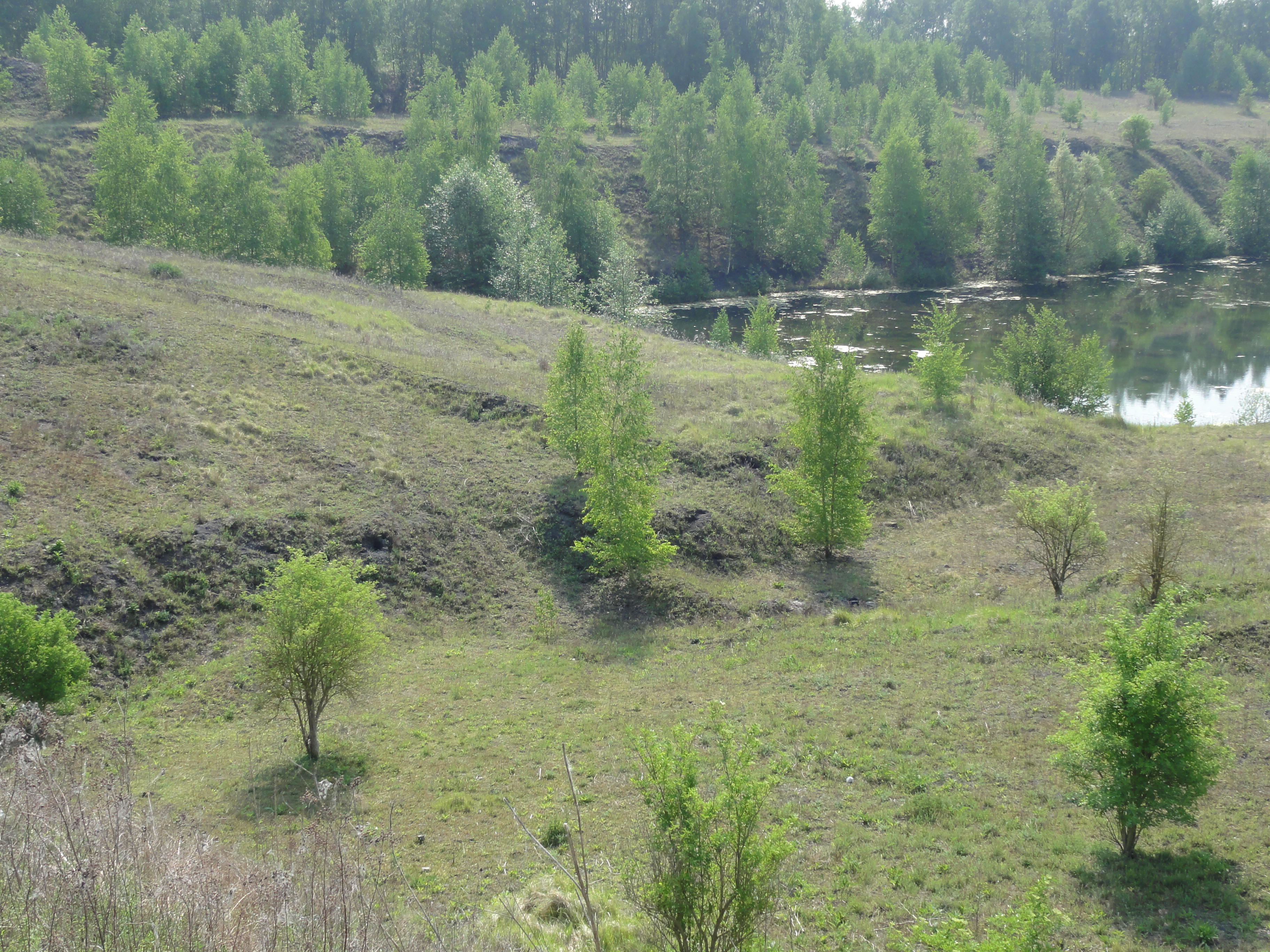
Le terril no 143.
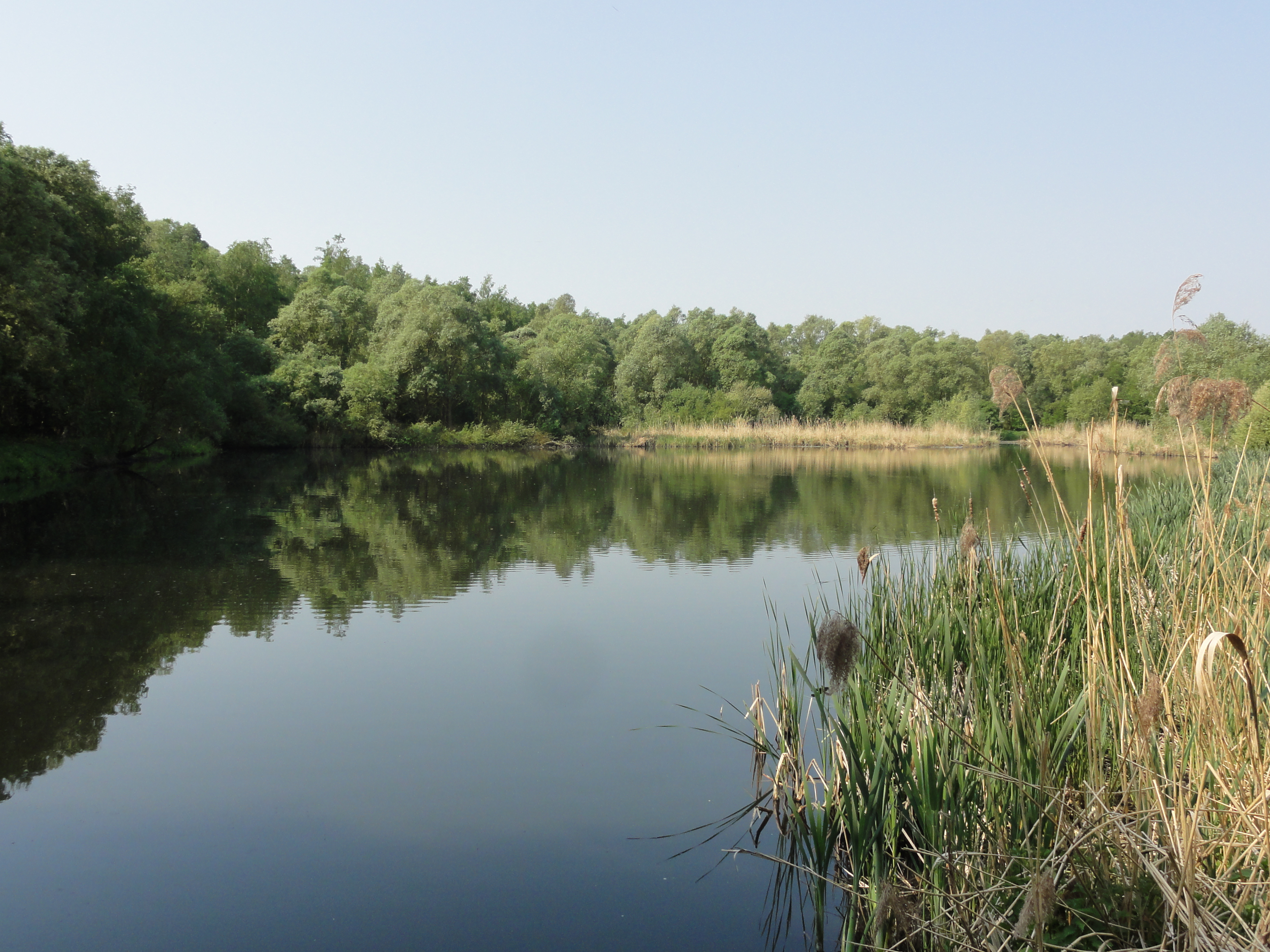
Le terril no 143.
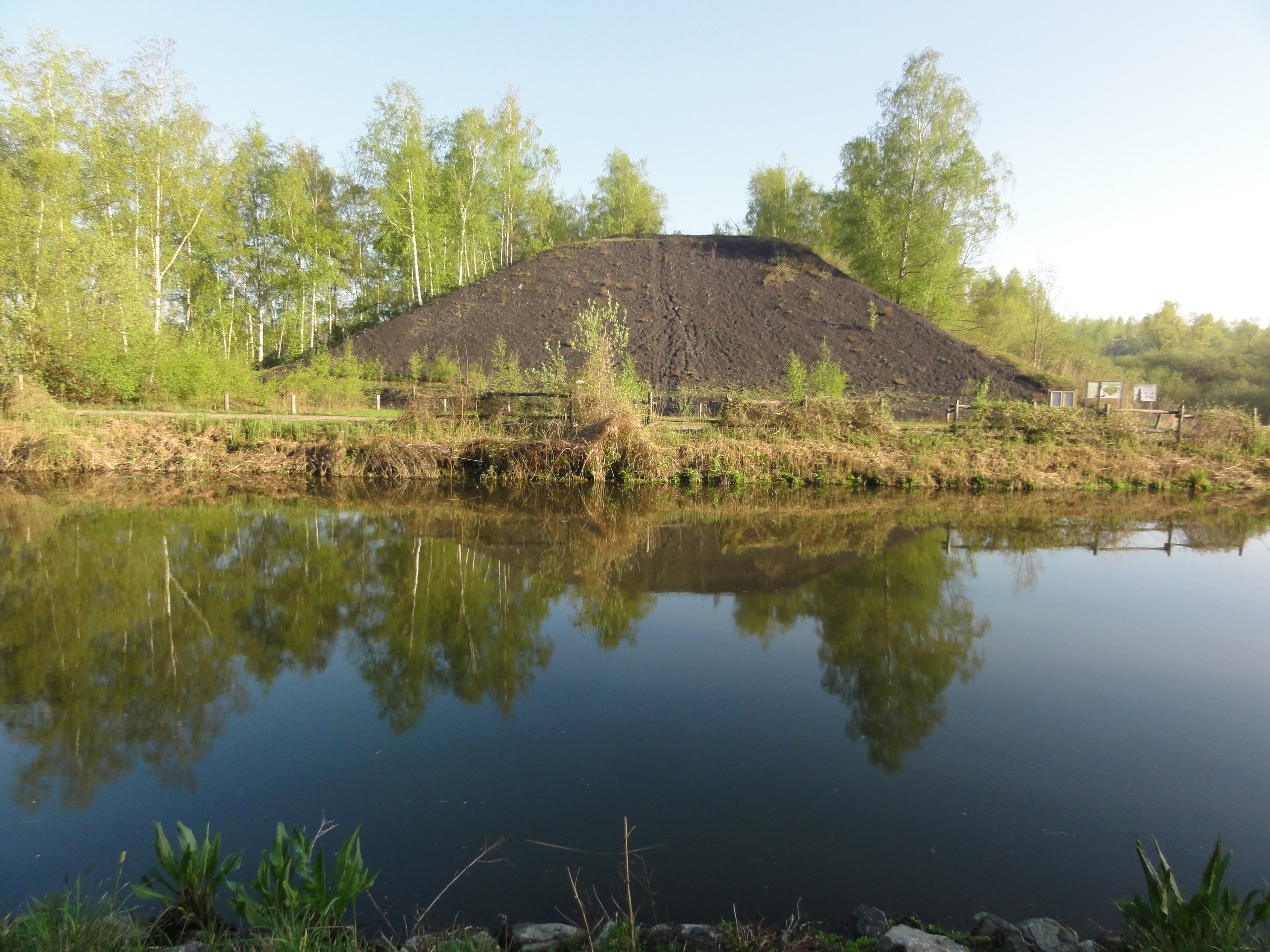
Le terril no 143A.
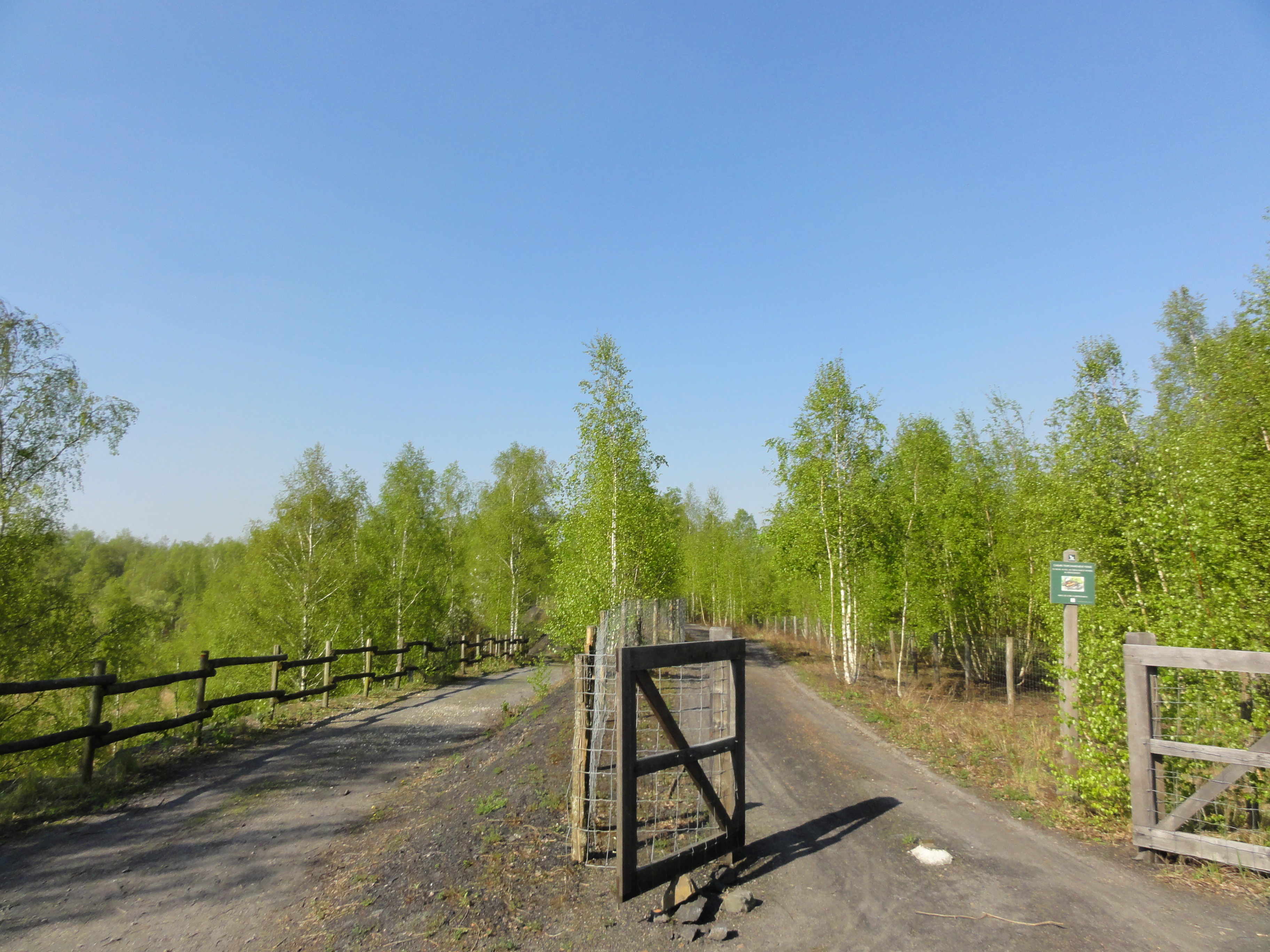
Le terril no 143A.

## Les cités
De vastes cités ont été bâties au nord-ouest de la fosse. Après la Nationalisation, des habitations supplémentaires ont également été construites, dont quelques camus.

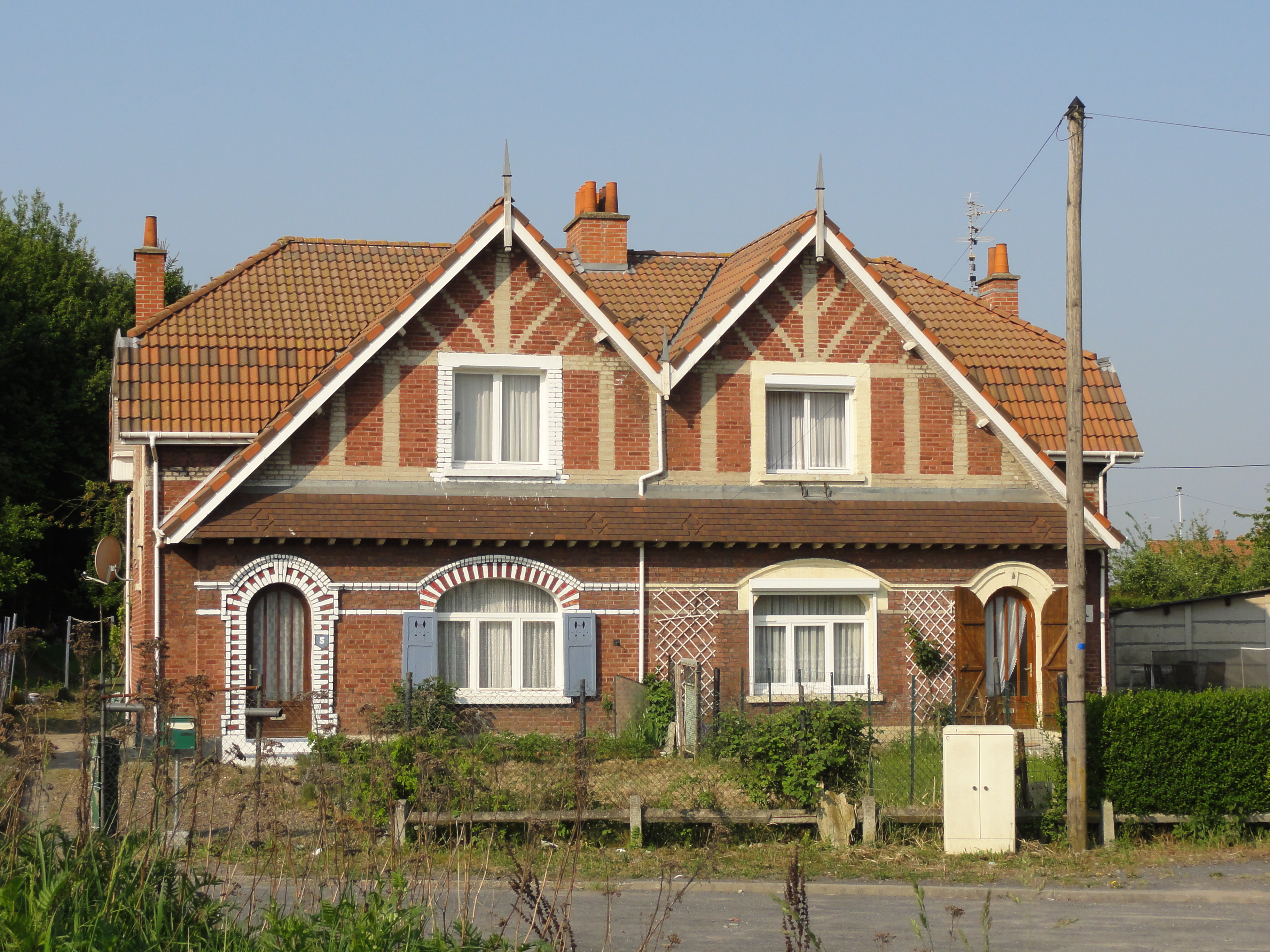
Des habitations groupées par deux.
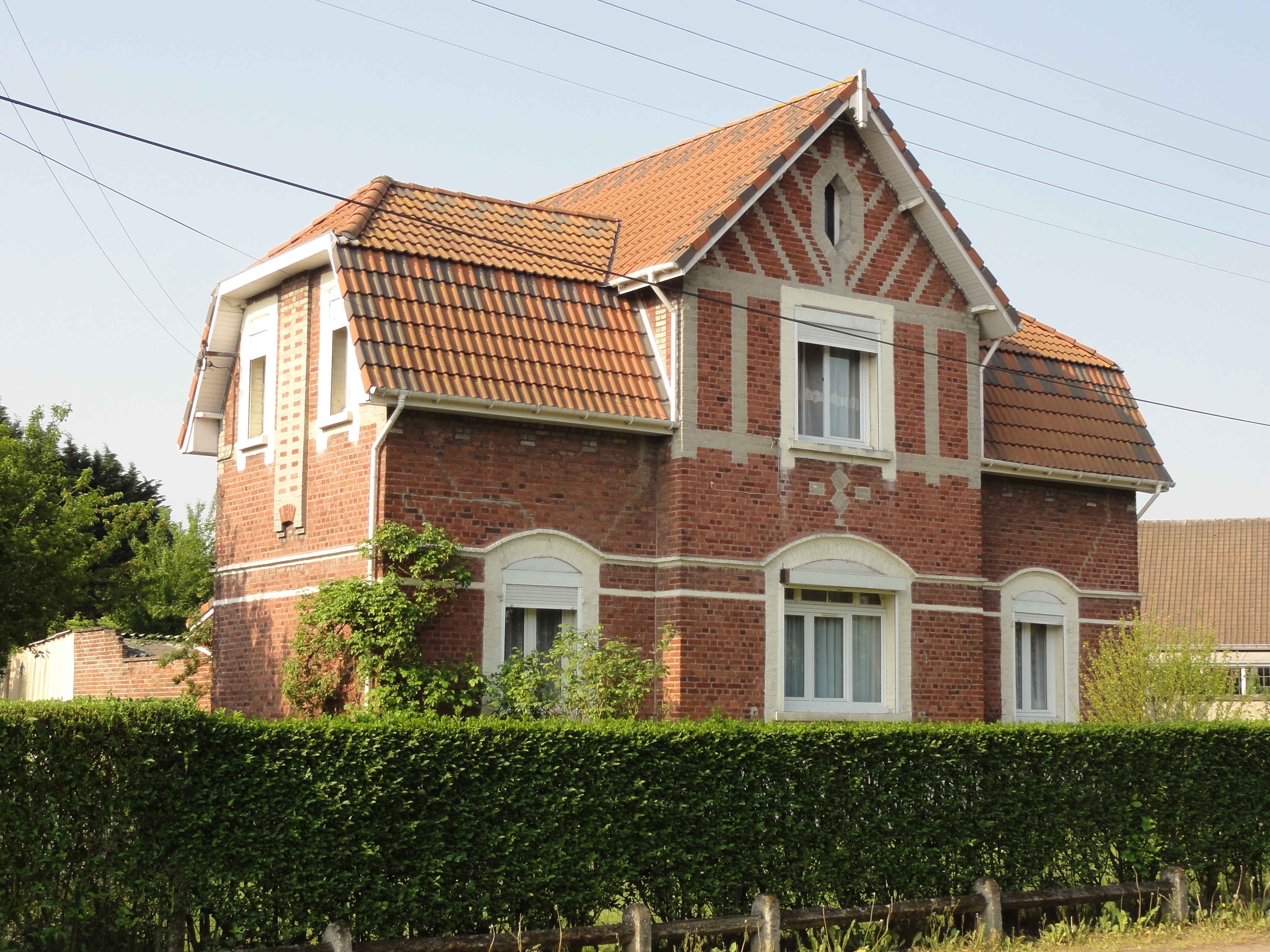
Des habitations groupées par deux.
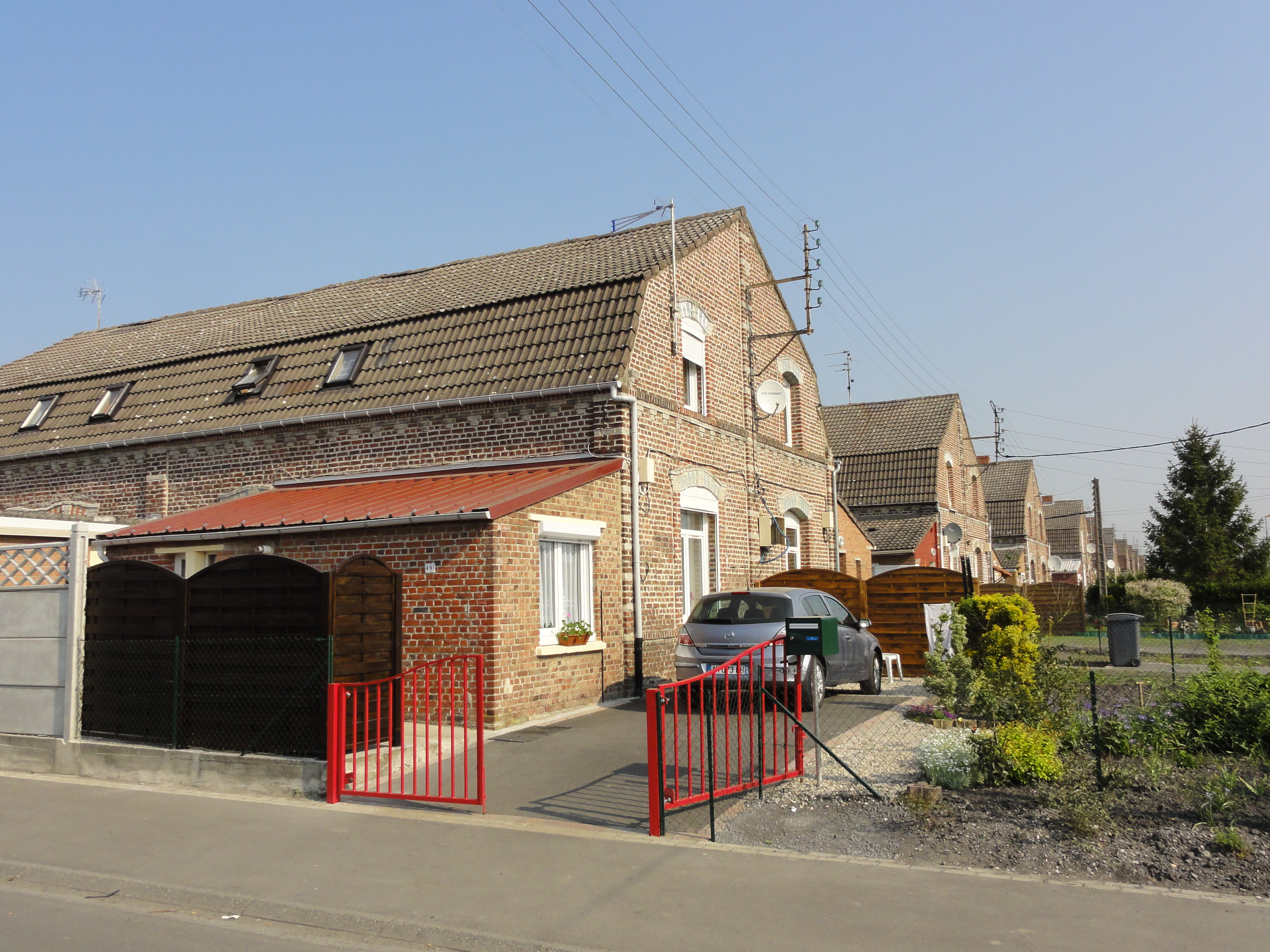
Des habitations groupées par quatre.
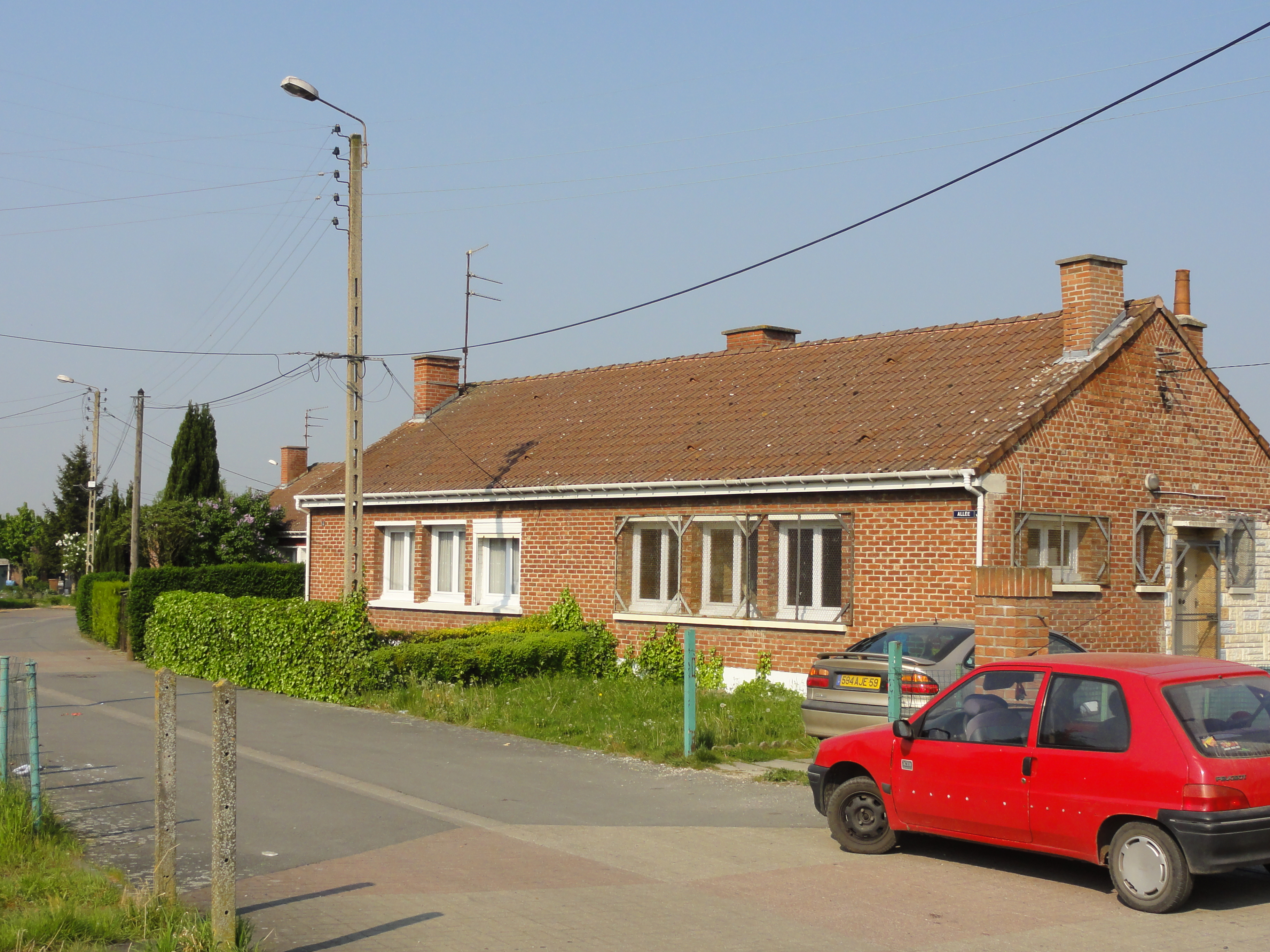
Des habitations post-Nationalisation.
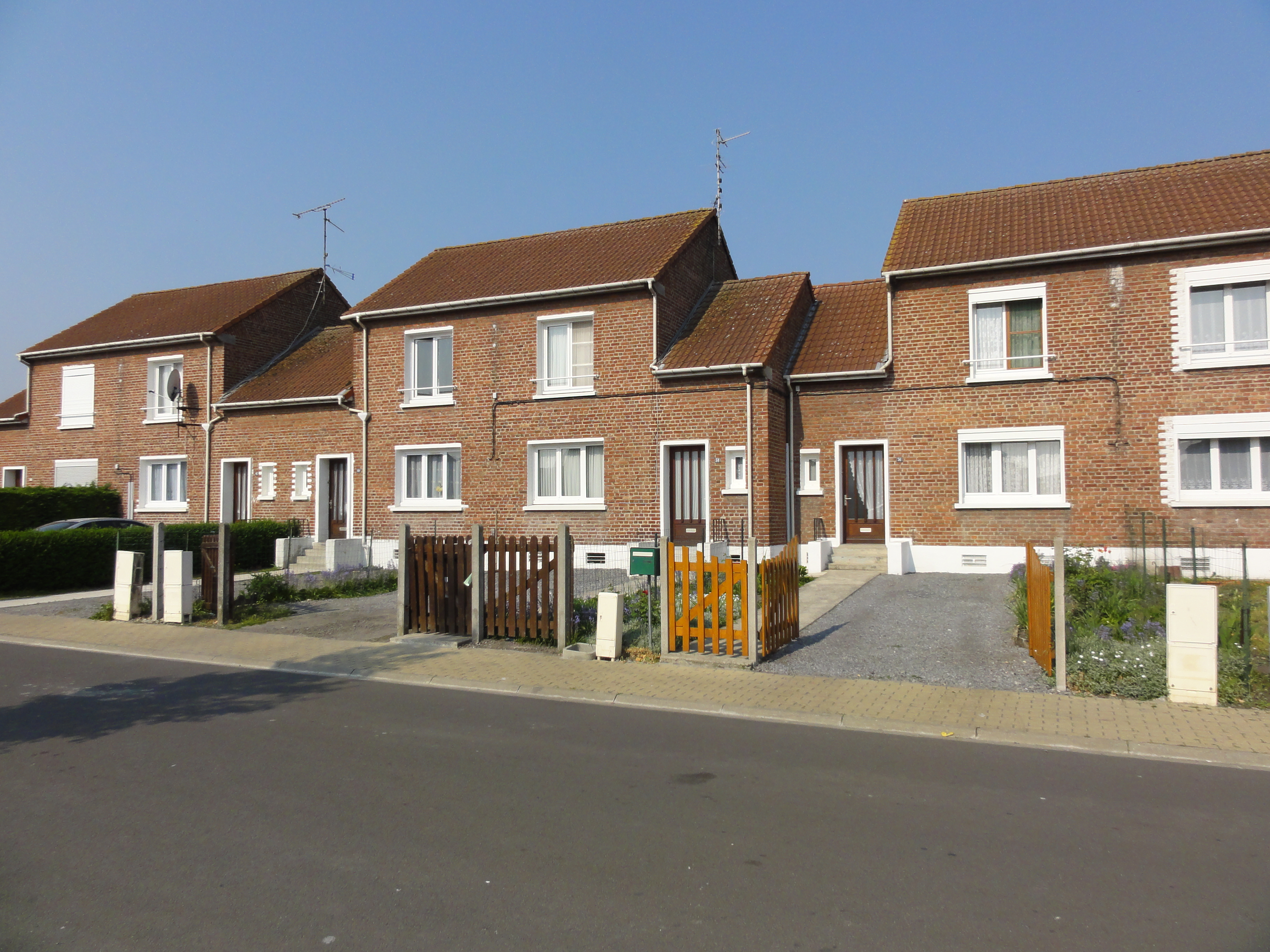
Des habitations post-Nationalisation.
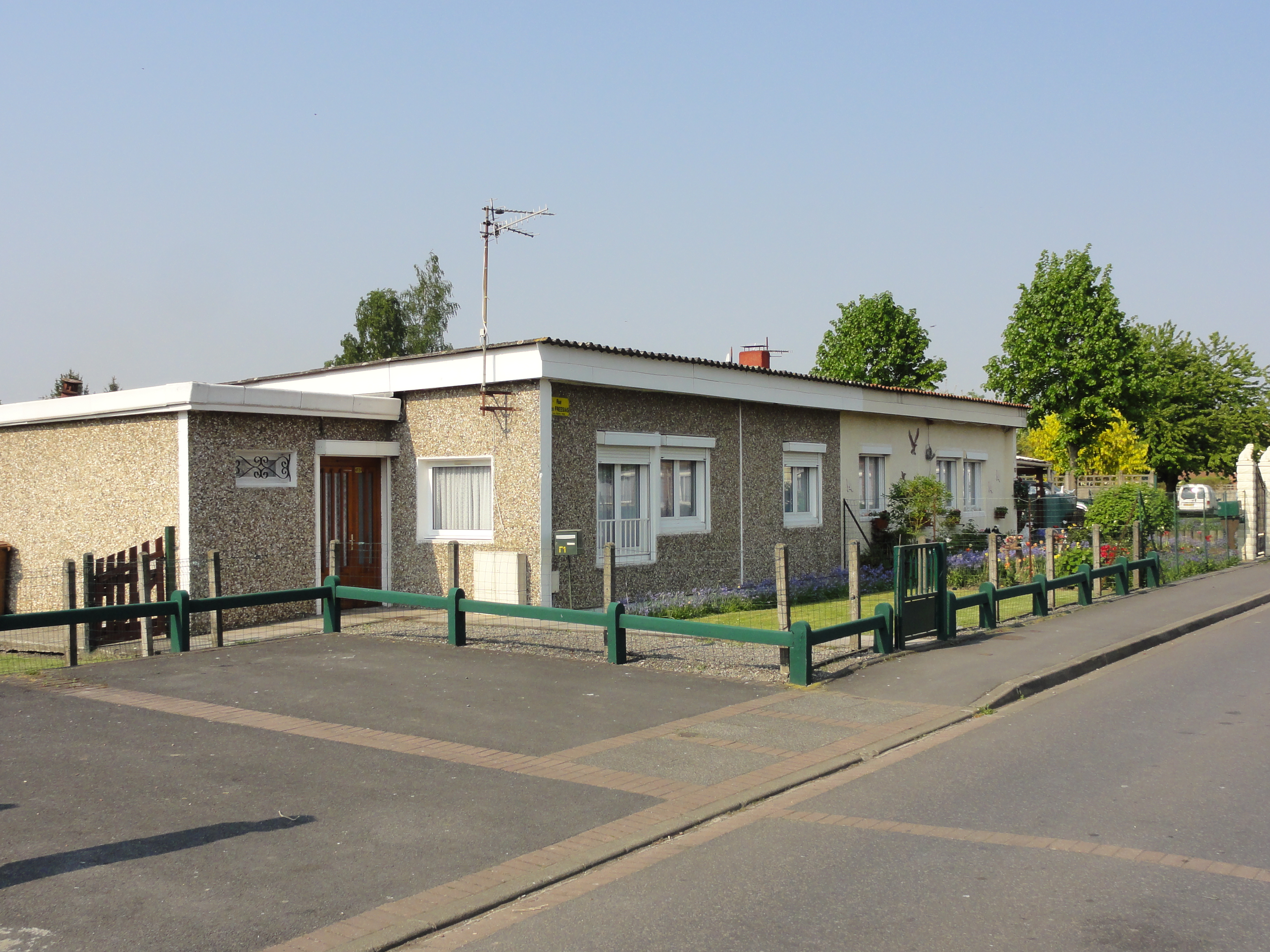
Un camus bas.
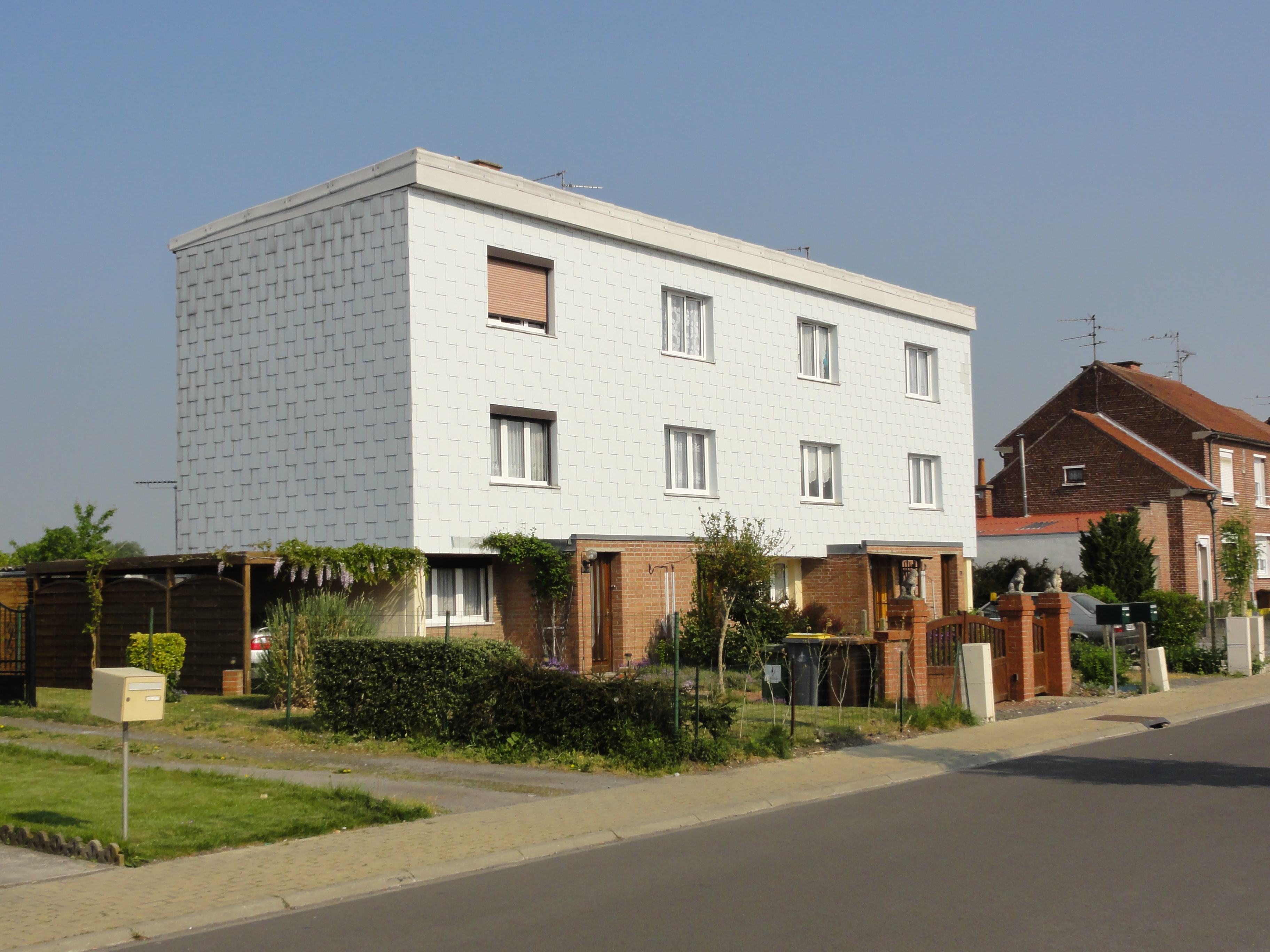
Un camus haut, devenu rare dans le bassin minier.